# Acremonium rhombicum
Acremonium rhombicum är en svampart som först beskrevs av Matsush., och fick sitt nu gällande namn av Matsush. 1993. Acremonium rhombicum ingår i släktet Acremonium, ordningen köttkärnsvampar, klassen Sordariomycetes, divisionen sporsäcksvampar och riket svampar.   Inga underarter finns listade i Catalogue of Life.